# Conophytum chauviniae
Conophytum chauviniae är en isörtsväxtart som först beskrevs av Schwant., och fick sitt nu gällande namn av Steven A. Hammer. Conophytum chauviniae ingår i släktet Conophytum, och familjen isörtsväxter. Inga underarter finns listade i Catalogue of Life.